# C-40 (航空機)
C-40
C-40B 高官輸送機
- 用途：輸送機
- 分類：人員輸送機
- 製造者：ボーイング
- 運用者： アメリカ合衆国（海軍、空軍）
- 初飛行：1999年4月14日[1]
- 生産数：19機
- 運用開始：2001年4月21日
- 運用状況：運用中
- ユニットコスト：7,000万USドル

C-40はアメリカ海軍及びアメリカ空軍が運用している人員輸送機。ボーイング737-700旅客機を軍用に導入したものである。アメリカ合衆国政府高官/人員輸送及び兵站輸送に用いられている。A型が海軍、B/C型が空軍で運用されている。

## C-40A

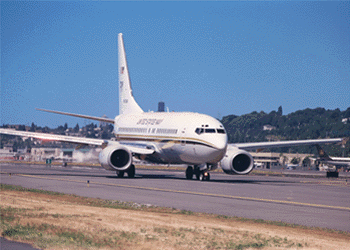
タキシング中のC-40A

C-40Aはアメリカ海軍で兵站輸送に用いられている。愛称はクリッパー(Clipper)。C-40AはGPS機能を含む飛行管理コンピュータを備えており、将来のGATM/FANS運用環境(RNP-1)に適合する。RVSMを備え、TCAS IIを搭載する。同様に強化された地上接近警報システムやウィンドシアー予測やヘッドアップディスプレイや戦術航法装置（TACAN）/UHF/IFF機能を備える。
C-9Bの後継機として導入され、海軍予備役によって運用されている。121名の人員または、貨物仕様、貨客両用仕様では70名の人員および3枚の貨物パレットを搭載できる。
海軍は航空機の調達にあたり、標準的な商慣行を使用し、まず、6機の737-700Cが発注され、1999年に初飛行した。2001年4月21日に最初の4機の内の2機がフォートワース海軍航空基地の第59艦隊兵站支援航空隊(VR-59)に配備開始された。同年末、さらに2機がVR-59に配備されたほか、2002年8月に2機がフロリダ州のジャクソンビル海軍航空基地のVR-58に配備された。2006年までに追加で3機が発注され、2004年11月22日に7機目、2005年2月に8機目、2006年5月に9機目が調達され、カリフォルニア州のノースアイランド海軍航空基地のVR-57に配備された。
海軍ではC-9Bの代替を継続するために最大23機追加発注する予定である。
クリッパーは現在、海軍予備役で運用されるC-9とは異なり、国際的な騒音と環境規制に適合する。燃料消費効率が優れており航続距離と積載量が増加した。最終的に合計17機が発注され、2019年10月22日に最終機が受領された。

## C-40B/C
C-40BおよびC-40Cについては、アメリカ空軍で輸送機として運用されている。

### C-40B

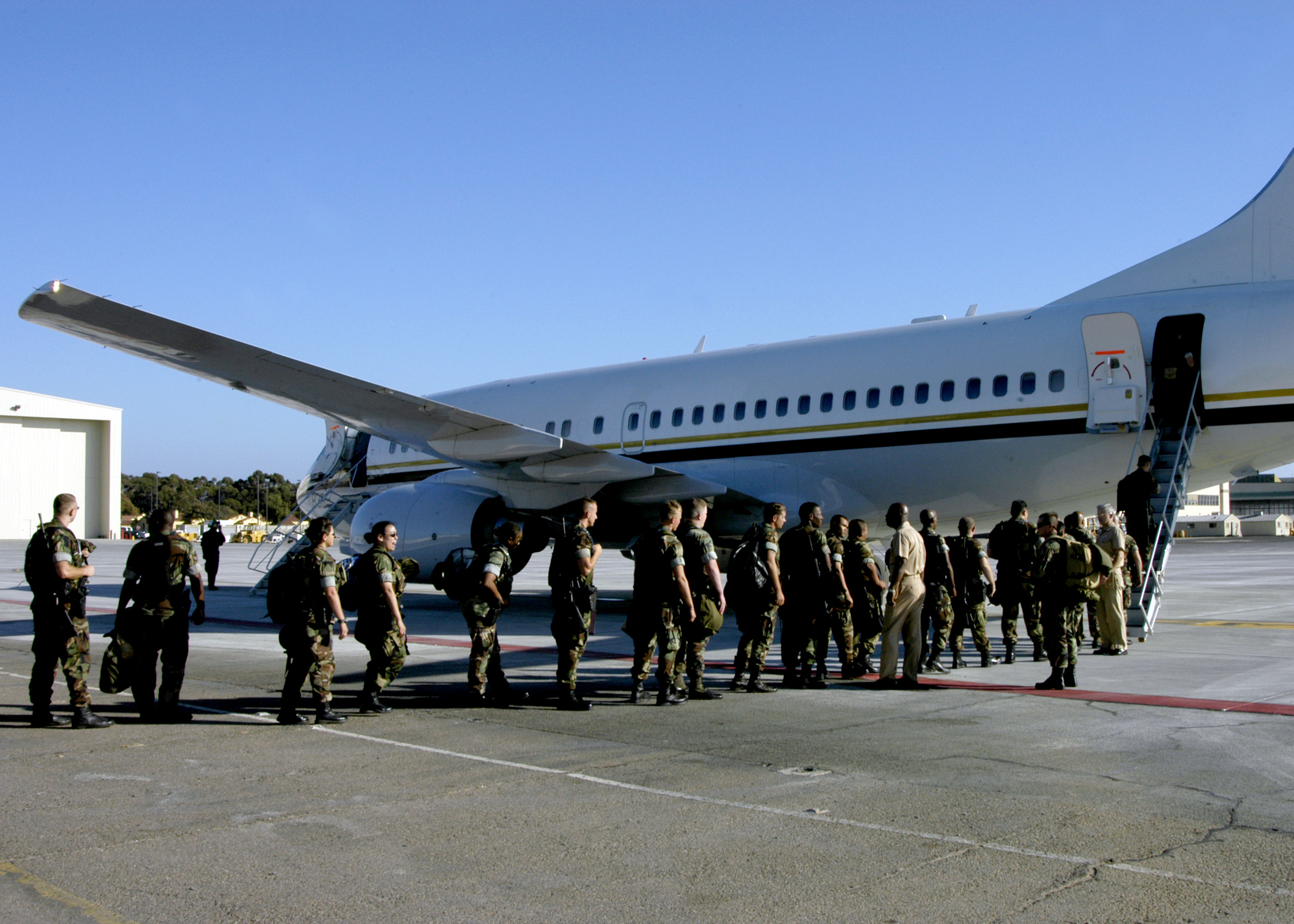
NAS North Islandのアメリカ海軍の艦隊補給支援飛行隊(VR) 57のC-40A

C-40Bは737-700BBJの軍用機種でC-137の後継機として、高官の輸送に用いられる。軍用機として通信機能が強化されており、高官輸送用にビジネスクラスの座席が用意されている。
2000年8月に発注され、2002年6月に初飛行し、12月から配備が開始された。2005年までに4機が製造されている。配備先は第89空輸航空団などである。C-40Bは軍と政府の高官の為に"空の事務室"になるように設計された。
C-40Bには大容量のデータ/ビデオと同様に暗号化された音声とデータ通信ができるようにブロードバンドの通信環境が備えられたことで、世界中のどこにいて仕事が出来るように機内からインターネットに接続でき、電話、衛星回線、テレビモニター、ファクシミリや複写機を備えている。また、自衛装備も備え付けられている。
2024年1月、アントニー・ブリンケン国務長官が、スイスを離れようとした際に故障。小型のジェット機に乗り換えて帰国する出来事があった。さらに同年4月、訪欧中に再び不具合に見舞われる。長官や国務省職員の一行は、自動車に乗り換えてパリからブリュッセルまでの移動を強いられた。

### C-40C
C-40CはC-22の後継となる人員輸送機で、C-40Bと同じくボーイング737-700BBJの軍用型である。2007年までに6機が製造され、空軍州兵と空軍予備役軍団に配備された。空軍州兵と空軍州兵局の空輸要員によって運行される。
商用オフザシェルフを使用する事でC-40Cは空軍の要求する仕様を満たす機体をリースする。C-40Cはこの方法で調達された初の軍用機である。
2002年10月にワシントンD.C.を拠点とする空軍州兵の第201輸送飛行隊は2機のC-40Cを調達した。2007年に空軍はイリノイ州のスコット空軍基地の第932飛行隊に3機のC-40Cを配備した。

## 派生型
C-40A
アメリカ海軍向け人員輸送機。17機製造。
C-40B
アメリカ空軍向け高官輸送機。4機製造。
C-40C
アメリカ空軍向け人員輸送機。6機製造。

## 要目（C-40A）
- 全高：12.55m
- 全幅：34.32m
- 全長：33.63m
- 自重：57,150kg
- 全備重量：61,000 kg
- 最大離陸重量：78,000 kg
- エンジン：CFM56-7 SLST ターボファン（推力121kN）2基
- 乗員：5名（ロードマスター含む）
- 乗客数：旅客仕様の場合:121名、貨物使用の場合:8パレットの貨物、貨客両用仕様の場合:3パレットの貨物と乗客70名
- 積載量：18,000 kg
- 最大速度：990km/h
- 実用上昇限度：12,500m
- 航続距離：約5,600km
- 飛行高度：12,500 m
- 推力・重量比：0.407